# Massimiliano Romano
Massimiliano Romano (23 de diciembre de 1973) es un deportista italiano que compitió en taekwondo. Ganó una medalla de bronce en el Campeonato Mundial de Taekwondo de 1995 y una medalla de bronce en el Campeonato Europeo de Taekwondo de 1994.

## Palmarés internacional
| Campeonato Mundial | Campeonato Mundial | Campeonato Mundial | Campeonato Mundial |
| Año                | Lugar              | Medalla            | Categoría          |
| ------------------ | ------------------ | ------------------ | ------------------ |
| 1995               | Manila (Filipinas) | Medalla de bronce  | +83 kg             |
| Campeonato Europeo |                    |                    |                    |
| Año                | Lugar              | Medalla            | Categoría          |
| 1994               | Zagreb (Croacia)   | Medalla de bronce  | +83 kg             |